# Ivo Horvat (novinar)
Ivo Horvat (Goričan, 26. lipnja 1920.:13 - 2015.) hrvatski publicist i novinar, pravnik.

## Životopis
Ivo Horvat je rođen u Goričanu, kotar Prelog, gdje je pohađao Pučku školu. Za mađarske okupacije Međimurja uhićen je 1943. i odveden u logor Šarvar na Karpatima, na Badnjak godinu poslije (1944.) opet je uhićen i ovaj put odveden u vojni zatvor u Veliku Kanižu. Nakon rata, kratko je radio u Prelogu i Varaždinu. Potom se preselio u Zagreb, zapošljava se na Radio Zagrebu, u početku kao novinar, kasnije je urednik, te je do mirovine radio na radiju.:13

### Pad u nemilost 1971.
Kao urednik Dnevno-informativnog programa Radio Zagreba promicao je reformske ideje hrvatskog proljeća, zbog čega je krajem 1971. smijenjen s dužnosti urednika, izbačen iz Društva novinara Hrvatske, te prijevremeno umirovljen. Zabranjen mu je rad u novinarstvu, što je potrajalo punih 18 godina.:5
Mogao je postati "živi mrtvac", smjerno podnijeti kaznu i teror komunističkog režima, što Ivo Horvat nije prihvatio. Pod brojnim pseudonimima: Mihovil Šoštarić, Ivo Mihalj, Miho Hrvatin, prof. J. Krizmanić, prof. F. Mažuran, Ivo MIhelčić,... piše članke za rubrike Pisma čitatelja u raznim novinama, objavljene su mu stotine članaka u Vjesniku, NIN-u, Mladini, u kojima reagira kao čitatelj na zbivanja u hrvatskom i jugoslavenskom društvu.:12-13